# Disenå (przystanek kolejowy)
Disenå – kolejowy przystanek osobowy w Disenå, w regionie Hedmark w Norwegii, jest oddalony od Oslo Sentralstasjon o 73,35 km. Jest położony na wysokości 134,7 m n.p.m.

## Ruch pasażerski
Leży na linii Kongsvingerbanen. Jest elementem kolei aglomeracyjnej w Oslo - w systemie SKM ma numer 460. Obsługuje Oslo Sentralstasjon, Årnes i Kongsvinger. Pociągi odjeżdżają co pół godziny w szczycie i co godzinę poza godzinami szczytu; część pociągów nie zatrzymuje się na wszystkich stacjach. 

## Obsługa pasażerów
Wiata, parking na 15 miejsc, parking rowerowy. Odprawa podróżnych odbywa się w pociągu.